# Inglese californiano
L'inglese californiano (California English) è un dialetto della lingua inglese parlato in California.
Stato più popoloso e terzo più esteso degli Stati Uniti d'America, la California è etnicamente molto variegata, elemento che ha contribuito e contribuisce tuttora al continuo sviluppo dell'inglese californiano. Naturalmente non tutte le caratteristiche di questo dialetto sono usate dalla totalità dei californiani, e alcune di queste caratteristiche sono riscontrabili anche al di fuori della California. Nonostante ciò, vi sono particolari caratteristiche linguistiche che possono essere identificate come originarie o predominanti in California, o entrambe le cose.

## Storia
Nell'area conosciuta oggi come California si iniziò a parlare inglese su larga scala, iniziando con un considerabile influsso di anglofoni durante la Corsa all'oro californiana e dopo una rapida crescita dell'immigrazione interna (da tutte le parti degli Stati Uniti, ma particolarmente dalla Nuova Inghilterra all'inizio e poi dal Midwest), oltre la fine del XIX secolo e la prima metà del XX secolo. L'intensa immigrazione interna dalle regioni ad est della California ha tracciato la base per le varietà dell'inglese parlate oggi nello Stato. Il fatto che la California sia uno Stato relativamente giovane è significativo per il fatto che le peculiarità regionali non hanno avuto secoli per emergere e crescere (in contrasto con alcuni dialetti della costa est o del sud). I linguisti che hanno studiato l'inglese parlato in California prima e nel periodo immediatamente successivo alla Seconda guerra mondiale hanno trovato pochissime particolarità uniche della regione. Comunque, molti decenni dopo, con una popolazione più stabile e una continua immigrazione da ogni parte del mondo, un notevole numero di caratteristiche emergenti hanno iniziato ad attrarre l'attenzione dei linguisti della fine del XX secolo.

## Caratteristiche fonetiche distintive
Oggi lo stato della California (soprattutto al sud, nelle contee di Los Angeles, Orange e zone limitrofe) è riccamente popolato anche da ispanici provenienti soprattutto dal Messico, che hanno contribuito alla diffusione di un dialetto particolare nell'area a sud della California. Le particolarità di questo dialetto sono diverse tra nord e sud, quindi per convenzione le suddivideremo in due gruppi:

### California del nord
Termini distintivi della California del nord sono parole come "hella" (hell of, sinonimo di lot of, un sacco, usato in casi come "This cocktail's hella good": Questo cocktail è molto buono, "There are hella people here": C'è molta gente qui, e casi simili), o "dude" (amico, bellimbusto), usato su larga scala nell'area di San Francisco, ma anche a Los Angeles e nelle restanti zone del sud, seppur con meno frequenza. Per quanto riguarda le particolarità di pronuncia, notiamo che:
- Parole come Mary, marry e merry sono generalmente pronunciate allo stesso modo.
- Al nord, a differenza del sud, il cot-caught merger è meno diffuso, soprattutto nella San Francisco Bay Area, in cui quasi tutti gli abitanti distinguono le parole "cot" e "caught" pronunciandole in modo diverso.
- Le vocali poste nella prima parte di una parola (vocali anteriori, front vowels) cambiano pronuncia in inglese californiano. Le vocali di parole come "rang" e "rain" vengono pronunciate allo stesso modo, e la pronuncia di "you" è leggermente cambiata fino a distaccarsi dalla tipica "u" inglese, mutando in un suono che comprende anche la O [yoʊ].
- Il pin-pen merger è caratteristico di questa zona, senza eccezioni.

### California del sud
Parole molto usate al sud della California sono "dude", come al nord, e il caratteristico "amigo", usato a Los Angeles, San Diego, Orange, ecc.
La pronuncia è simile a quella del nord:
- Mary, marry e merry vengono pronunciate tutte allo stesso modo.
- Le pronunce di cot e caught vengono generalmente confuse in una sola.
- Le vocali di "rang" e "rain" vengono pronunciate ugualmente, la pronuncia di "you" è /yoʊ/.
- Il pin-pen merger è ancora più marcato rispetto al nord. La vocale di "pen" viene pronunciata /ɛ/ e quella di "pin" viene pronunciata /ɪ/.